# Ana Alejandrina Reyes
Pour les articles homonymes, voir Reyes.
Ana Alejandrina Reyes Páez est une poétesse, écrivaine et femme politique vénézuélienne. Elle a été une éphémère ministre vénézuélienne de la Culture entre juin et novembre 2017.

## Carrière politique
Elle est nommée ministre de la Culture le 15 juin 2017 selon le décret n°2.916 publié au Journal Officiel n°41.173.